# Valu-Mart
Valu-Mart was een keten van discountwinkels die in 1958 in Seattle werd opgericht. Het moederbedrijf was Weisfield's Jewelers.
Weisfield's was jarenlang een winkel die sieraden verkocht, maar ook televisies (veel inwoners van Seattle kochten er hun eerste televisietoestel), radio's, stereo's en andere consumentenelektronica. Nadat Valu-Mart was opgericht, werd Weisfield's uitsluitend nog een juwelierszaak. De keten had ook winkels in Oregon, waar ze oorspronkelijk Villa-Mart heetten. In de winkels waren aparte afdelingen voor boodschappen, waar klanten hun boodschappen (of pakketten) aan de stoep konden ophalen. De boodschappentassen werden in genummerde bakken gedaan die op een transportband rolden. Vervolgens konden ze naar de winkel rijden om hun boodschappen op te halen. Ze moesten daarvoor een plastic kaart overhandigen aan de medewerker met het genummerde bakje dat ze hadden gebruikt. Vervolgens werden de boodschappen in de auto geladen, meestal door winkelmedewerkers.
De winkels waren een directe concurrent van een andere winkelketen in Seattle, opgericht door Joe Diamond, genaamd Gov-Mart/Baza'r. Toen Joe Diamond Gov-Mart/Baza'r verkocht aan nieuwe eigenaren die het bedrijf naar Portland verhuisden, was dit het begin van Valu-Mart's groei naar een meer luxe winkel, waarbij het zich ontdeed van het imago van discountwinkel. Gov-Mart/Baza'r bleef echter een full-service discountwinkel, waarbij de klanten hun boodschappen tot bij de stoeprand gebracht kregen. Beide bedrijven schaften het lidmaatschapsbeleid halverwege de jaren 1960 af, terwijl ze een belangrijke aanwezigheid hadden in Washington en Oregon totdat Fred Meyer halverwege de jaren zeventig agressief uitbreidde naar beide markten.
De winkelketen groeide naar 21 locaties, waarvan de meeste in Washington en Oregon (in Oregon eerst Villa-Mart genoemd) waren gevestigd. Ze bestreken alle belangrijke gebieden van Bellingham tot Eugene en Oost-Washington. Ook in Anchorage, Reno en Great Falls Montana werden locaties gebouwd. In 1973 werden enkele oudere winkels in het gebied van Seattle/Tacoma vervangen toen Weisfield's de White Front-locaties overnam nadat de keten de meeste vestigingen in Puget Sound had gesloten.
In 1974 (nadat Gov-Mart/Baza'r zou worden overgenomen door PayLess/House of Values) werd de naam Valu-Mart afgeschaft en veranderd in Leslie's om te concurreren met andere retailers zoals Fred Meyer en aangrenzende winkelcentra door een chiquere formule aan te bieden. Dat werkte echter niet zo goed als gevolg van de inflatiezorgen van midden jaren 1970, terwijl Fred Meyer zijn aanwezigheid in de regio Puget Sound bleef vergroten met grotere winkels, lagere prijzen en updates van hun huidige Marketime-locaties (Fred Meyer-locaties die in de jaren 60 in het gebied van Seattle werden overgenomen zonder een supermarktafdeling). ....... inclusief het leasen van Valu-Mart-locaties en andere kleinere marktdiscount- en warenhuizen, terwijl K-Mart zich verder zou uitbreiden in het gebied met nieuw gebouwde winkels (inclusief de overname van de voormalige locatie North Seattle White Front in 1977) en overnames van PayLess (voordat de keten als drogisterij werd beschouwd), House of Values en Value Giant (de namen die werden gebruikt in locaties in Pierce, Kitsap en Thurston County, waar het merk PayLess overlapt met het originele drogisterijmerk Tacoma, opgericht door de familie Skaggs, winkels in de jaren 80.
Beide discountketens (Fred Meyer en K-Mart) zouden de markt van Seattle/Tacoma in handen houden totdat Target zich er eind jaren 1980 vestigde.

## Geschiedenis
Het begon als een winkel voor leden (vergelijkbaar met Costco), maar halverwege de jaren 1960 verdween de lidmaatschapseis en stapten de winkels over van een sobere magazijninrichting naar een winkel met een volledige service en een meer luxe uitstraling. Daarbij probeerden ze de status van een junior warenhuis te veroveren. In de jaren 1970 werd er ruimte verhuurd aan andere bedrijven, in de hoop de ruimte later te kunnen verwerven en zich uitsluitend te richten op de verkoop van algemene handelsgoederen. In elke winkel waren kleding, diverse artikelen, speelgoed, sportartikelen, huisdieren (vooral vissen), huis en tuin, elektronica, huishoudelijke apparaten, benodigdheden, een apotheek, kruidenierswaren (op de meeste locaties), een snoepwinkel, auto's (met reparatie), een restaurant, een schoonheidssalon en een sieradenafdeling (vergelijkbaar met Weisfield's).
De oorspronkelijke winkels werden gebouwd in Seattle (in Georgetown, Corson Street), Tacoma (35th Street), Spokane (East Sprague 5204), North Seattle (op de hoek van 185th Street en Aurora), Yakima (East Mead 905) en Bellevue (op de hoek van 140th Street North East en Bel-Red Road). De vestiging in Georgetown fungeerde tot 1973 als vlaggenschipwinkel voor de keten. In dat jaar nam de keten een voormalige White Front-winkel in Burien over, verplaatste haar kantoren naar de nieuwe locatie en sloot de vestiging in Seattle.

## Jaren 1960
In de jaren 1960 werden er winkels gebouwd in Kent (Midway), Everett (Evergreen Way 9028), Richland, Anchorage, Spokane (East Francis Avenue 525) en vijf winkels in Oregon. Volgens een artikel in The Seattle Times van 22 september 1965 was de winkel in Midway (gelegen op de hoek van 252nd Street en Pacific Highway 6) de enige discountwinkel tussen Seattle en Tacoma toen de vestiging van 9.300 m² werd geopend. Op de tweede verdieping was een snackbar met uitzicht op de Puget Sound vanuit het eetgedeelte. In 1965 werd de lidmaatschapseis afgeschaft. Ook in Great Falls, Montana en Reno, Nevada werden winkels gebouwd. Het distributiecentrum was gevestigd in Kent (op de hoek 212th Street en East Valley Highway) in het nieuw gebouwde Benaroya Business Park. 

### Villa-Mart
In de jaren 1960 kregen de winkels in Oregon de merknaam Villa-Mart (soms ook geschreven als Villa Mart). De eerste winkel werd begin jaren 1960 geopend in Portland en kort daarna, in 1963, werd er nog een geopend in Eugene. In 1966 en 1969 volgden er nog meer winkels in Beaverton en Milwaukie. In 1969 werd ook in Salem een Villa-Mart-winkel geopend. De winkels in Oregon werden uiteindelijk omgedoopt tot Valu-Mart.

## Jaren 1970
Op 9 september 1970 werd de vestiging in Greenwood (North West 85th Street 100) geopend. Het was een zeer moderne winkel met een ondergrondse parkeergarage voor 150 auto's en twee verdiepingen om te winkelen. Deze winkel was niet gebouwd met een supermarkt, maar deelde de parkeerplaats met een Lucky-winkel op het terrein. Deze winkel was 7.000 m² groot en had een roltrap om klanten tussen de verdiepingen te verplaatsen. In 1971 werden op alle 21 locaties textielafdelingen toegevoegd. 
In 1973 verkocht Weisfield's al zijn vijf Valu-Mart-winkels in Oregon aan Fred Meyer uit Portland en trok zich terug uit Oregon. 
...Datzelfde jaar nam Valu-Mart de voormalige White Front- winkels in Tacoma, Burien en Bellevue over en verbouwde de locaties tot een winkelcentrum, terwijl ze ongeveer een derde van de ruimte voor zichzelf hielden. Naar het voorbeeld van Nordstroms werden delen van elk van de 21 winkels verhuurd om er onder andere Hallmark-winkels, meubelzaken (bekend als Furniture Mart), slijterijen, wasserettes, speelhallen, cafetaria's, juweliers, schoonheidssalons en Pirates Plunder Import-winkels aan toe te voegen. De gangpaden in de locaties waren ruim. De kledingafdelingen bevatten meer luxe kleding, voorzien van tapijten en paspoppen. Deze winkels ontdeden zich van veel van de traditionele verschijningen, inrichting en koopwaar van discountwinkels die destijds werden gebruikt.   Deze nieuwe winkels bevonden zich dicht bij grote winkelcentra (Tacoma Mall en Southcenter) en Weisfield's gebruikte het nieuwe, moderne, eigentijdse ontwerp om met hen te concurreren door de winkels om te bouwen van een 'discount'-winkel tot een 'junior'-warenhuis. De hoofdkantoren werden verplaatst naar de locatie in Burien (waar ze de flagshipstore werden) aan de achterkant van de winkel, en de oorspronkelijke locatie in Georgetown werd gesloten, terwijl de oorspronkelijke locatie in Tacoma werd verkocht aan Yard Birds.  De bogen van de vestigingen in Tacoma en Burien werden bedekt met vinylgevelbekleding en kregen de naam Valu-Mart Plaza. De hoge straatnaamborden van White Front kregen de naam Valu-Mart en waren vanaf kilometers afstand te zien.
Er werden verbeteringen aangebracht in de winkels door een van de eerste geautomatiseerde kassasystemen (gemaakt door Singer) toe te passen in het noordwesten. In 1974 besloot het bedrijf de naam van het bedrijf te veranderen in Leslie's (genoemd naar de president van Weisfield, Leslie Rosenburg). Er werd een nieuwe commerciële campagne gestart met Joe Conley (eigenaar van de kruidenierswinkel, Ike Godsey van The Walton's) die de winkel op de markt bracht als "Leslie's, America's general store". Na de naamsverandering van Leslie's verdwenen de snoepwinkels en werd de extra ruimte verhuurd aan andere bedrijven, zoals winkels in stofzuigers en naaimachines. Volgens een artikel dat op 10 augustus 1975 in The Seattle Times werd gepubliceerd, waren de 21 warenhuizen van Weisfield goed voor 80 procent van de fiscale inkomsten ($81,9 miljoen), maar het bedrijf besloot zich terug te trekken uit de markt omdat Rosenburg de markt als 'op zijn kop zag staan' vanwege de recessies in de jaren 1970. Rosenburg vond de uitbreidingen die de afgelopen vijf jaar aan het bedrijf waren doorgevoerd te ambitieus en vreesde dat de concurrentie met Fred Meyer een verloren zaak zou zijn. Hij zag namelijk dat de winkelketen uit Portland in Everett en Tacoma nieuwe vestigingen van 14.000 vierkante meter bouwde (het nieuwe winkelontwerp werd '747s' genoemd). Deze vestigingen combineerden afdelingen voor tuin, doe-het-zelf en supermarkten onder één dak, niet ver van de vestigingen van Leslie. Hoewel Weisfield's door de verkoop van de keten destijds een kleiner bedrijf werd, zei Rosenburg: "We zijn beter af in een sector die we begrijpen en waar we ons prettig bij voelen".
Nadat Weisfield's in 1973 zijn vijf Valu-Marts in Oregon had verkocht, begon het bedrijf al snel ook zijn vestigingen buiten Oregon te verkopen. Leslie's in Bellingham, Washington, werd in 1975 verkocht aan Pay Less Drug Stores, evenals een winkel die ze bezaten in Reno, Nevada. In 1976 werden de meeste overgebleven winkels gehuurd door Fred Meyer en werden de winkels aan deze keten toegevoegd, terwijl het pand nog steeds eigendom was van Weisfield's. De vestigingen in Tacoma en Everett werden niet door Fred Meyer gehuurd, aangezien deze onlangs een paar blokken verderop nieuwe winkels van 14.000 m² had geopend. De vestiging in Tacoma werd een Jafco, terwijl de vestiging in Everett werd overgenomen door Fluke Electronics en daar hun fabriek werd.
Omdat Weisfield eigenaar bleef van de panden die Fred Meyer huurde, bleven de supermarktafdelingen verhuurd aan Associated Grocers (waar Valu-Mart een supermarktafdeling in de winkel had). De meesten werden omgebouwd tot Mark-it Foods. Een eenvoudige discountwinkel die populair was in de jaren 1970 en waar klanten zelf hun prijzen konden markeren met een vetpotlood en hun eigen boodschappen konden inpakken. De winkels hadden ook een afdeling voor autoreparatie, die tevens dienstdeed als Good Year Tire Stores. De restaurants en schoonheidssalons bleven hun huurcontracten behouden en bleven als zelfstandige bedrijven in de winkels opereren, zelfs na de ombouw van Fred Meyer (totdat Kroger Fred Meyer overnam en de panden van Valu-Mart kocht). Na de verbouwing werden enkele restaurants omgebouwd tot Eve's (het restaurantmerk van Fred Meyer). Later, tijdens de verbouwing eind jaren 1970, werden enkele afdelingen levensmiddelen verhuurd aan Fred Meyer (met uitzondering van de vestigingen in Burien en Greenwood).
Na de ombouw tot Fred Meyer werd het bedrijf uit Portland een grote retailer met een grote uitbreiding van de keten in het Puget Sound-gebied.
Het bedrijf sponsorde in 1974 zelfs een watervliegtuig, gebouwd door Ron Jones en bestuurd door Billy Schumacher (U-74). Dit watervliegtuig zou later, in 1975, de naam Weisfield krijgen.

## Vastgoed
Valu-Mart bleef eigenaar van de panden van hun vestigingen en verhuurde deze aan Fred Meyer totdat de panden begin 21e eeuw werden verkocht aan The Kroger Corporation. Kroger wilde namelijk volledige zeggenschap over hun belangen en moest de meeste panden slopen of herbouwen om de scheiding tussen de supermarktafdelingen en de hoofdgedeelten van de winkel op te heffen, betere verlichtings- en klimaatbeheersingssystemen te creëren, Ethernet- netwerksystemen te ontwikkelen, betere parkeergelegenheid te creëren en tankstations te creëren. 